# Aleksandr Korobkov
Aleksandr Aleksándrovich Korobkov (translitera al cirílico Александр Александрович Коробков , 1940 - ) es un botánico ruso.

## Algunas publicaciones
- 1972. Burzzuaznaja obszczestvenno-politiczeskaja i filosofskaja mysl indonezii. Ed. Sibirskij Inst. 33 pp.

- La abreviatura «Korobkov» se emplea para indicar a Aleksandr Korobkov como autoridad en la descripción y clasificación científica de los vegetales.[2]